# Jakov Gotovac
Jakov Gotovac (Split, 11. listopada 1895. – Zagreb, 16. listopada 1982.), bio je hrvatski operni dirigent i skladatelj.

## Životopis
Jakov Gotovac rođen je u Splitu 1895. godine. U rodnome gradu polazio je i završio, 1913. godine, Klasičnu gimnaziju i stekao prve glazbene spoznaje u Armanda Meneghella-Dinčića, violončelo, potom u Antuna Dobronića harmoniju te u Cyrila Metoděja Hrazdire instrumentaciju i dirigiranje. Nakon mature studirao je pravo na Pravnome fakultetu u Zagrebu, te nakon početka Prvoga svjetskog rata u Splitu. Zbog zdravstvenih poteškoća (hiposkolioza) bio je pošteđen vojne obveze.
Prvi njegov opus Dva skerca za mješoviti zbor na narodne tekstove (1916.) pokazao je pravac kojim će njegovo stvaralaštvo ići. Bio je to put nacionalnog glazbenog realizma, kojem će gotovo bez izuzetka ostati vjeran u svojim daljnjim ostvarenjima. Za svoja vokalna djela, Gotovac je često uzimao narodne tekstove. Stihovi iz narodne lirike i epike našli su u njemu izvanrednog tumača, umjetnika koji je znao ne samo tonovima ocrtati njihov sadržaj, nego i glazbenim sredstvima podati potrebno raspoloženje i dočarati sredinu. Uz folklorna obilježja, Gotovac je u svoja djela unio i mediteransku raspjevanost, prožetu senzibilnošću, što se najviše odrazilo u operama. Vrhunci njegovog prvog stvaralačkog razdoblja su narodni obred Koleda (1925.) i Simfonijsko kolo (1926.), uz koje treba još spomenuti scensku glazbu za Gundulićevu Dubravku (1926.) i romantičnu narodnu operu Morana (1930.). Iduća etapa u Gotovčevom opernom stvaralaštvu je njegova komična narodna opera Ero s onoga svijeta (1935.) koja je obišla više od 80 europskih glazbenih pozornica i izvođena je na devet jezika. U književno vrijednom libretu Milana Begovića, Gotovac je našao izvrsnu podlogu na kojoj se u okviru arhitektonski izrađene cjeline mogao slobodno prepustiti svim svojim sklonostima za komiku i humor. Praizvedba opere Ero s onoga svijeta bila je 2. studenoga 1935. godine u zagrebačkome HNK, a 10. siječnja 2018. godine bila je 700. izvedba te opere.
Vodio je pjevačka društva Mladost (poslije Mladost-Balkan) i Jug. Godine 1943. nekoliko mjeseci obavljao je dužnost direktora i člana uprave Opere Hrvatskoga narodnoga kazališta, a nakon Drugoga svjetskog rata vodio je pjevačka društva Pavao Markovac i Vladimir Nazor.
Opus Jakova Gotovca još sadrži opere Mila Gojsalića (1951.), Dalmaro (1958.) i Stanac (1959.), više orkestarskih djela, zborskih kompozicija i solo pjesama.
Bio je redoviti član JAZU od 1977. godine, te počasni član Hrvatskog narodnog kazališta (HNK) u Zagrebu.
Umro je u Zagrebu 1982. godine. Pokopan je na zagrebačkome groblju Mirogoju.

## Opus

### Orkestralna djela
- Simfonijsko kolo op. 12 (1926.)
- Pjesma i ples s Balkana op. 16 (1939.)
- Orači op. 18 (1937.)
- Guslar op. 22 (1940.)
- Dinarka (1945.)
- Bunjevačke igre (1960.)

## Zborska djela
- 2 Scherza (1916.), u siječnju 1918. Hrvatsko pjevačko društvo Zvonimir praizvelo je Aj moj Mijo iz Opusa 1 (Dva scherza)
- 2 Pjesme za muški zbor (1918.)
- 2 Pjesme čuda i smijeha (1924.)
- Koleda (1925.)
- Dubravka op. 13 Pastorala za mješoviti zbor i orkestar na tekst Ivana Gundulića (1927. – 1928.)
- 3 momačka zbora (1932.)
- Pjesme vječnog jada (1939.)
- Pjesme zanosa (1955.)

### Solo pjesme
- Djevojka i mjesec za alt i orkestar (1917.)
- Moments érotiques za glas i klavir (1929.)
- 2 Soneta za bariton i orkestar (1921.)
- Djevojačke pjesme za glas i klavir (1923.)
- Kroz grad za glas i klavir (1924.)
- Rizvan-aga za bariton i orkestar (1938.)
- Pjesme čeznuća za glas i orkestar (1939.)

### Opere
- Morana op. 14 (1928. – 1930.)
- Ero s onoga svijeta op. 17 (1933. – 1935.)
- Kamenik op. 23 (1939. – 1944.)
- Mila Gojsalića op. 28 (1948. – 1951.)
- Đerdan op. 30 (1954. – 1955.)
- Dalmaro op. 32 (1958.)
- Stanac op. 33 (1959.)
- Petar Svačić op. 35 opera-oratorijum (1969., prerađena 1971.)

## Nagrade i priznanja
- 1919.: Prva nagrada na natječaju Srpskoga pjevačkog društva u Zagrebu, za zborne skladbe op. 1. i op. 3[4]
- 1964.: Nagrada Vladimir Nazor, za životno djelo.[9]
- 1972.: Nagrada AVNOJ-a, za životno djelo.[4]

## Vanjske poveznice
- Jagoda Martinčević, "Otiša mali u mužikante!", Podlistak: Uz 20. obljetnicu smrti – Jakov Gotovac, nepokolebljivi maestro hrvatske nacionalne glazbe, Slobodna Dalmacija, 11. studenoga 2002., (u međumrežnoj pismohrani archive.org 31. siječnja 2008.)
- (engl.) Jakov Gotovac Tracks, bbc.co.uk